# Zimra Geurts
Zimra Geurts (Utrecht, 23 juli 1991) is een Nederlands fotomodel en voormalig verslaggeefster.

## Biografie
Geurts zat op het Utrechts Stedelijk Gymnasium voor zij op vijftienjarige leeftijd met haar moeder, broer en zussen naar Kaapstad verhuisde, waar haar moeder oorspronkelijk vandaan komt. Zij werd daar op straat gescout door een modellenbureau, waarvoor zij een jaar lang werkte. Op haar zeventiende, na haar school in Kaapstad te hebben afgerond aan de joodse Herzliah High School, verhuisde zij met moeder en zus terug naar Nederland. In 2009 volgde Geurts een opleiding acteren, film en tv aan het TVCollege in Hilversum. In 2011 verhuisde zij met haar moeder en zus opnieuw, ditmaal naar Toronto, waar zij als model werkzaam was en onder andere voor de NOH8 Campaign poseerde.
Geurts stond in 2011 op de omslag van de Nederlandse Playboy, waarvoor zij in oktober Playmate van de maand was. In de decembereditie van de Kroatische Playboy stond ze nogmaals op de omslag, wederom als Playmate van de maand. In de Poolse Playboy was zij in mei 2012 Playmate van de maand. Op 9 februari 2012 werd Geurts door de lezers van Playboy uitgeroepen tot Playmate van het jaar 2011. Na het winnen van die titel keerde zij weer terug naar Nederland voor een fotosessie met Playboy en stond in de juni-editie nogmaals op de omslag van het blad. In 2013 verscheen Zimra in de Zuid-Afrikaanse Playboy als Playmate van de maand februari.
In 2012 werkte Geurts als verslaggeefster voor GeenStijl. Op de vrijdagen was zij regelmatig te zien in het radio- en televisieprogramma Freaknacht op 3FM als sidekick van Giel Beelen. Op 14 november 2012 werd Geurts als eerste Nederlandse Playmate, op de Filipijnen uitgeroepen tot Playmate van de wereld. Op 27 december 2012 werd Geurts door stichting Wakker Dier uitgeroepen tot 'Meest Sexy Vegetariër 2012'.
In januari 2013 nam zij deel aan het vijfde seizoen van het SBS6-programma Sterren Dansen op het IJs seizoen 5. Geurts werd tijdens de eerste aflevering weggestemd. Zij was hiernaast ook online de 'Special Reporter' voor Veronica Magazine en presenteerde alle backstagereportages. In zowel het eerste als het tweede seizoen van Avro's Toppop3, gepresenteerd door Gerard Ekdom, was Geurts vaak te zien in de platenkastfilmpjes. In het voorjaar van 2013 bracht ze haar eerste single uit, Bunny. Een tweede single wordt verwacht in juli 2013.
Geurts was in 2013 te zien als een van de kandidaten in het veertiende seizoen van Expeditie Robinson. Zij was te zien in elke aflevering op eentje na, zij lag vlak voor de finale uit het spel.
In 2014 zat Geurts onder andere als deelneemster in het tweede seizoen van het EO-programma Op zoek naar God met Frans Frederiks, Maik de Boer, Inge de Bruijn en Isis van der Wel. Tevens was ze dat jaar een van de 24 kandidaten die meededen aan het derde seizoen van de Nederlandse uitvoering van het spelprogramma Fort Boyard.
In 2015 werd aangekondigd dat de ex-playmate een pornafilm ging regisseren in samenwerking met televisiezender Dusk. De première van de film was op 31 maart 2016 tijdens de jaarlijkse Porna Awards. In ditzelfde jaar was Geurts te zien in het RTL 5 programma Shopping Queens VIPS, ze eindigde op de laatste plek.
In februari 2016 kwam de film Familieweekend in de bioscopen, waarin Geurts een kleine rol had als escortdame. Op 1 september 2016 lanceerde Geurts haar eigen soft-erotische televisiezender 'Secret Circle'. Secret Circle was te zien bij Ziggo, later gevolgd door andere aanbieders.
In 2018 heeft zij besloten haar publieke werk stop te zetten om voor haar privacy te kiezen.